# ペ・ジョンミ
裵 諪美（ペ・ジョンミ、배정미、1968年1月29日 - ）は大韓民国の声優。女性。

## 出演作品
※太字は主役・ヒロイン・メインキャラクター。

### テレビアニメ
- 愛天使伝説ウェディングピーチ (スカーレット 小原)
- エレメントハンター (ハンナ・ウェバー)
- おしりたんてい（すず）
- 彼氏彼女の事情 (宮沢月野)
- きらりん☆レボリューション (月島きらり)
- けろっこデメタン (デメタン)
- 灼眼のシャナ (シャナ)
- シャーマンキング (恐山 アンナ)
- デスノート (ニア)
- デジモンアドベンチャー (高石 タケル)
- デジモンアドベンチャー02 (高石 タケル)
- 地獄少女 (飯合蛍)
- ヒカルの碁 (塔矢 アキラ)
- ぴちぴちぴっち (洞院リナ)
- メイプルストーリー(クローネ)
- らき☆すた (柊かがみ)
- マルモのおきて (青木あゆみ)
- ラブひな (浦島 はるか)
- イナズマイレブン（風丸 一郎太、雷門 夏未、ガゼル(涼野 風介)）
- イナズマイレブンGO（神童拓人）
- プリパラ（東堂シオン）
- プリティーリズム レインボーライブ（蓮城寺べる）

### 劇場アニメ
- パンダコパンダ（ミミ子）
- となりのトトロ（お母さん(草壁靖子)）
- ハウルの動く城（マッジ）
- 劇場版イナズマイレブンGO vs ダンボール戦機W（神童拓人、風丸 一郎太）
- 映画 おしりたんてい カレーなる じけん（すず）
- ラーヤと龍の王国（アティタヤ将軍）